# Gina G
Gina G (født Gina Mary Gardiner, 3. august 1970) er en australsk sanger, der repræsenterede Storbritannien i Eurovision Song Contest i 1996, med sangen "Ooh Aah... Just a Little Bit", der nåede førstepladsen på UK Singles Chart. Sangen nåede også ind i top 20 i USA i 1997, og hun blev nomineret til Grammy for bedste dance-indspilning i 1998. Andre af hendes øvrige sange i top 30 i Storbritannien er "I Belong to You" #6 (1996), "Fresh" #6 (1997), "Ti Amo" #11 (1997) og "Gimme Some Love" #25 (1997).

## Diskografi

### Studiealbums
| Titel          | Detaljer                                                                      | Højeste hitlisteplacering | Højeste hitlisteplacering | Højeste hitlisteplacering | Certificering |
| Titel          | Detaljer                                                                      | AUS                       | NOR                       | UK                        | Certificering |
| -------------- | ----------------------------------------------------------------------------- | ------------------------- | ------------------------- | ------------------------- | ------------- |
| Fresh!         | - Udgivet: 1997 - Pladeselskab: Eternal (0630-17840-2) - Format: CD, Cassette | 53                        | 40                        | 12                        | - BPI: Gold   |
| Get Up & Dance | - Udgivet: 2005 - Pladeselskab: G-Force Music - Format: DD                    | —                         | —                         | —                         |               |

### Remix albums
| Titel       | Detaljer                                                                      |
| ----------- | ----------------------------------------------------------------------------- |
| Remix Album | - Udgivet: December 1998 (Japan) - Pladeselskab: WEA (WPCR-2296) - Format: CD |

### Singler
| 1992                                                                          | "Love the Life" (with Bass Culture) | 130 | —  | —  | —  | —  | — | —  | —  | —  | —  |                          | BC Nation         |
| 1996                                                                          | "Ooh Aah... Just a Little Bit"      | 5   | 2  | 6  | 88 | 6  | 5 | 6  | 1  | 12 | 4  | - ARIA: Gold - BPI: Gold | Fresh!            |
| 1996                                                                          | "I Belong to You"                   | 34  | 21 | 18 | —  | 16 | — | 24 | 6  | —  | —  |                          | Fresh!            |
| 1997                                                                          | "Fresh!"                            | 23  | —  | —  | 83 | 29 | — | —  | 6  | —  | —  |                          | Fresh!            |
| 1997                                                                          | "Ti Amo"                            | 113 | —  | —  | —  | —  | — | —  | 11 | —  | —  |                          | Fresh!            |
| 1997                                                                          | "Gimme Some Love"                   | 121 | 8  | —  | —  | —  | — | —  | 25 | 46 | 18 |                          | Fresh!            |
| 1997                                                                          | "Every Time I Fall"                 | 144 | —  | —  | —  | —  | — | —  | 52 | —  | —  |                          | Fresh!            |
| 2004                                                                          | "Just a Little Bit" (2004 remix)    | —   | —  | —  | —  | —  | — | —  | —  | —  | —  |                          | Non-album single  |
| 2005                                                                          | "Flashback"                         | —   | —  | —  | —  | —  | — | —  | —  | —  | —  |                          | Get Up & Dance    |
| 2006                                                                          | "Tonight's the Night"               | —   | —  | —  | —  | —  | — | —  | 57 | —  | —  |                          | Non-album singles |
| 2011                                                                          | "Next 2 U"                          | —   | —  | —  | —  | —  | — | —  | —  | —  | —  |                          | Non-album singles |
| "—" denotes releases that did not chart or were not released in that country. |                                     |     |    |    |    |    |   |    |    |    |    |                          |                   |